# Оусли, Уильям Гор
Сэр Уильям Гор Оусли (англ. William Gore Ouseley; 26 июля 1797, Лондон, Великобритания — 6 марта 1866) — британский дипломат, литератор и художник, сын британского востоковеда сэра Уильяма Оусли. Атташе Великобритании в Вашингтоне в 1825—1832 годах. С 1832 года служил консулом в Рио-де-Жанейро.
Был женат на Марии Ван Несс, дочери губернатора штата Вермонт.